# Trox klapperichi
Trox klapperichi is een keversoort uit de familie beenderknagers (Trogidae). De wetenschappelijke naam van de soort is voor het eerst geldig gepubliceerd in 1983 door Pittino.